# Dźwierzuty (gmina)
Dźwierzuty – gmina wiejska w województwie warmińsko-mazurskim, w powiecie szczycieńskim. W latach 1975–1998 gmina położona była w województwie olsztyńskim.
Siedziba gminy to Dźwierzuty.
Według danych z 30 czerwca 2004 gminę zamieszkiwało 6710 osób. Natomiast według danych z 31 grudnia 2019 roku gminę zamieszkiwało 6492 osób.

## Hydrologia
Przeważająca część gminy należy do dorzecza Wisły jedynie północno-zachodnia część do dorzecza Łyny. Największymi rzekami są Babant, Kanał Dźwierzucki i Kanał Dymerski. Na obszarze gminy występują jeziora: Sasek Wielki (869,3 ha), Rańskie (291,3 ha), Babięty Wielkie (250,4 ha), Łęsk (116,9 ha), Sąpłaty (81,4 ha), Łęczek (39,5 ha), Małszeweckie (35,2 ha), Arwiny (33,9 ha), Dźwierzuty (25,4 ha), Miętkie (23 ha), Słupek (17,1 ha), Linowskie (12,7 ha), Borówko (9,9 ha), Zaleśno (5 ha).

## Struktura powierzchni
Według danych z roku 2002 gmina Dźwierzuty ma obszar 263,35 km², w tym:
- użytki rolne: 57%
- użytki leśne: 25%

Gmina stanowi 13,62% powierzchni powiatu.

## Demografia

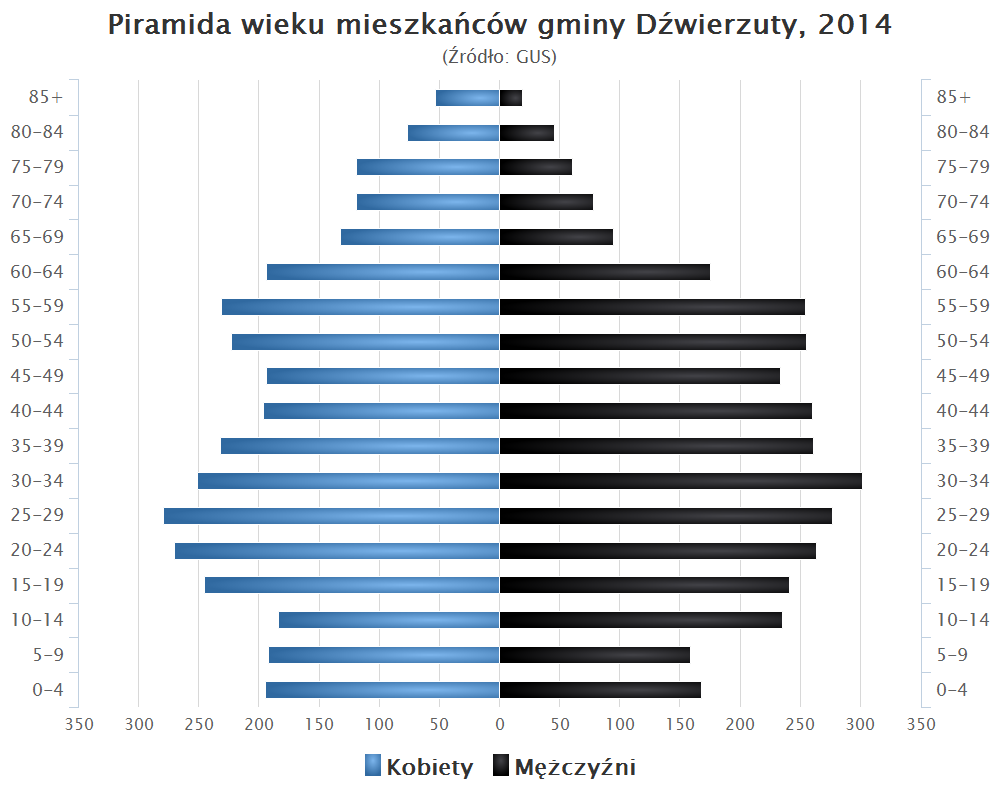
Piramida wieku mieszkańców gminy Dźwierzuty w 2014 roku

Dane z 30 czerwca 2004:
| Opis                              | Ogółem | Ogółem | Kobiety | Kobiety | Mężczyźni | Mężczyźni |
| --------------------------------- | ------ | ------ | ------- | ------- | --------- | --------- |
| jednostka                         | osób   | %      | osób    | %       | osób      | %         |
| populacja                         | 6710   | 100    | 3339    | 49,8    | 3371      | 50,2      |
| gęstość zaludnienia (mieszk./km²) | 25,5   | 25,5   | 12,7    | 12,7    | 12,8      | 12,8      |

## Ochrona przyrody

### Rezerwaty przyrody
Na obszarze gminy znajduje się Rezerwat przyrody Kulka

### Pomniki przyrody
Na terenie gminy znajdują się następujące pomniki przyrody:
| Nr | Lokalizacja                                           | Forma             | Nazwa              | Obwód przy powołaniu [cm] | Nr ew. | Akt prawny                                                  |
| 1. | leśnictwo Kulka oddz. 74                              | głaz narzutowy    | szary granitognejs | 1150                      | 143    | Rlb-16/143/52 z 29.12.1952 r.                               |
| 2. | Małszewko (park dworski)                              | pojedyncze drzewo | dąb szypułkowy     | 410                       | 402    | RGŻL-op-402/84 z 11.06.1984 r.                              |
| 3. | nieczynny cmentarz na wzgórzu k. Zalesia              | głaz narzutowy    | szary granit       | 1000                      | 403    | RGŻL-op-403/84 z 11.06.1984 r.                              |
| 4. | leśnictwo Rańska oddz. 7g                             | pojedyncze drzewo | lipa drobnolistna  | 700                       | 441    | Dz. Urz. Woj. Olsztyńskiego Nr 12, poz. 236 z 31.12.1986 r. |
| 5. | Rańsk przy drodze polnej, 150 m od szosy do Jeleniowa | pojedyncze drzewo | jałowiec pospolity | 90                        | 497    | Dz. Urz. Woj. Olsztyńskiego Nr 4, poz. 88 z 15.03.1989 r.   |
| 6. | przy drodze Miętkie-Rańsk                             | pojedyncze drzewo | jałowiec pospolity | 56                        | 871    | Dz. Urz. Woj. Olsztyńskiego Nr 35, poz. 493 z 18.12.1997 r. |
| 7. | leśnictwo Rańsk oddz. 1b, Rogale 25 m od skraju łąki  | pojedyncze drzewo | dąb bezszypułkowy  | 470                       | 872    | Dz. Urz. Woj. Olsztyńskiego Nr 35, poz. 493 z 18.12.1997 r. |

### Użytki ekologiczne
W gminie Dźwierzuty występują 2 użytki ekologiczne:
- "Łąki Dymerskie" - podmokłe łąki zarośnięte trzciną o powierzchni 250 ha stanowiących pozostałość po osuszonym jeziorze Dymer
- "Zlotowisko żurawi" - miejsce przystankowe dla migrujących żurawi o powierzchni 70 ha.

### Zespoły przyrodniczo-krajobrazowe
- Zespół przyrodniczo-krajobrazowy Rzeka Babant i Jezioro Białe[6]

## Sołectwa
Dąbrowa, Dźwierzuty, Gisiel, Jabłonka, Jeleniowo, Linowo, Łupowo, Miętkie, Nowe Kiejkuty, Olszewki, Orzyny, Popowa Wola, Rańsk, Rumy, Sąpłaty, Stankowo, Targowo.

## Pozostałe miejscowości
Augustowo, Babięty, Budy, Byki, Dźwierzutki, Grądy, Grodziska, Julianowo, Julkowo, Kałęczyn, Kulka, Laurentowo, Małszewko, Mirowo, Mycielin, Przytuły, Rogale, Rów, Rusek Mały, Rutkowo, Szczepankowo, Śledzie, Targowska Wola, Targowska Wólka, Zalesie, Zazdrość, Zimna Woda.

## Sąsiednie gminy
Barczewo, Biskupiec, Pasym, Piecki, Purda, Sorkwity, Szczytno, Świętajno